# Zebop!
Zebop! — двенадцатый студийный альбом группы Santana, играющей латинский рок во главе с гитаристом Карлосом Сантаной, вышедший 29 апреля 1981 года.

## Об альбоме
Диск выпускался несколько раз с разным цветовым фоном обложки, включая красный и розовый цвета. Сингл «Winning» из этого альбома, был одним из лучших последних хитов Сантаны до выхода альбома Supernatural.
Альбом достиг максимального уровня продаж в США и ему был присвоен платиновый статус от RIAA за тираж более 1 000 000 экземпляров в ноябре 1999 года. Во Франции диск стал золотым.
Композиция "The Sensitive Kind" является кавер-версией на одноименную композицию J.J.Cale, записанную в 1979 году.
Композиция "I Love You Much Too Much" является кавер-версией на песню "Ikh hob dikh tsu fil lib" музыку к которой написал Александр Ольшанецкий

## Список композиций
- «Changes» (Кэт Стивенс) — 4:27
- «E Papa Ré» — 4:32
- Primera Invasion
- Searchin'
- Over And Over
- Winning
- Tales Of Kilimanjaro
- The Sensitive Kind
- American Gypsy
- I Love You Much Too Much
- Brightest Star
- Hannibal

## Хит-парады
| Год  | Название чарта       | Позиция |
| ---- | -------------------- | ------- |
| 1981 | Billboard 200        | 9       |
| 1981 | UK Albums Chart      | 33      |
| 1981 | Норвежский хит-парад | 3       |

### Сертификации
| Регион | Сертификация | Продажи    |
| --- | ------------ | ---------- |
| Франция (SNEP) | Золотой      | 100 000*   |
| США (RIAA) | Платиновый   | 1 000 000^ |
| * Данные о продажах приведены только на основе сертификации. ^ Данные о тиражах приведены только на основе сертификации. |              |            |